# Lihons French National Cemetery
Lihons French National Cemetery is een begraafplaats gelegen in de Franse plaats Lihons (Somme). De militaire graven worden onderhouden door de Commonwealth War Graves Commission.
De begraafplaats telt 4 geïdentificeerde Gemenebest graven uit de Eerste Wereldoorlog.